# Brooklyn Tabernacle Choir
The Brooklyn Tabernacle Choir é um Coral Gospel Americano, pertencente à Igreja Evangélica Brooklyn Tabernacle, no bairro do Brooklyn, Nova Iorque.

## Carreira musical
The Brooklyn Tabernacle Choir é dirigido por Carol Cymbala, esposa do Pastor-Presidente Jim Cymbala e filha do fundador da igreja, o falecido Rev. Clair Hutchins. Embora o coral seja composto por membros da igreja, ele é usado para apresentar o cristianismo em todo o mundo.
As 285 vozes do coral gravaram três vídeos, três DVD, e numerosos álbuns, ganhando seis prêmios Grammy, e ganhando o prestígio de ser conhecido como um dos melhores corais do mundo. Após 29 anos de gravações e performances ao vivo, o coral continua a cantar em todo o planeta.
É um coral muito diversificado, se tratando dos coristas; uma mistura de origens étnicas e econômicas, no coração de uma cidade com sinônimo de frieza e decadência. O coral é formado por advogados e moradores de rua, enfermeiros e ex-viciados em crack, uma seção transversal original da humanidade. O pastor Cymbala explica: "Nenhum de nós teria se conhecido se não fosse por Cristo. Nossas origens são muito diversas. Mas todos nós temos uma coisa em comum: todos nós temos sido levantado e salvos. Assim, o coral canta, não sobre uma posição teológica, mas sobre o que aconteceu a eles. Não é uma teoria, é uma realidade".
Começando cada apresentação depois de uma oração reforça esse princípio. Os ensaios de domingo são fechados para visitas, pois o coral costuma fazer orações para que Deus abençoe sua apresentação para a congregação no culto.

## Discografia

### Álbum
- Pray (2014)
- Love Lead The Way (2012)
- Redeemed (2012)
- A Brooklyn Tabernacle Christmas (2010)
- Declare Your Name (2009)
- I'll Say Yes (2008)
- I'm amazed (2005)
- Live... This Is Your House (2003)
- Be glad (2001)
- Light of The World (2001)
- God is workink (2000)
- High and Lifted Up (1999)
- Songs From The Altar (1998)
- Favorite Song Of All (1996)
- Praise Him - Live (1995)
- Christmas at The Brooklyn Tabernacle (1995)
- The Very Best of The Brooklyn Tabernacle (1995)
- Solo A El (1994)
- Live... We Come Rejoicing (1993)
- Oh, What a Love (1992)
- Only To Him (1991)
- Live With Friends (1991)
- Jesus Be Praised (1990)
- Live Again (1989)
- Live... A Celebration (1988)
- How Jesus loves (1987)
- O Que Amor (1985)
- You're My Praise (1984)
- So in love (1983)
- Giving Him Thanks' (1981)

### Videos
- I'll Say Yes DVD (2008)
- I'm Amazed DVD (2006)
- God is Workin DVD/VHS (2000)
- Live At Madison Square Garden VHS (1996)
- Live... He's Been Faithful VHS (1994)

## Premiações
Grammy Awards
- 1993: Live...We Come Rejoicing – Best Gospel Album By A Choir
- 1995: Praise Him - Live! – Best Gospel Album By A Choir
- 1999: High And Lifted Up – Best Gospel Album By A Choir
- 2000: Live - God Is Working – Best Gospel Album By A Choir
- 2002: Be Glad – Best Gospel Album By A Choir
- 2004: Live...This is Your House – Best Gospel Album By A Choir

GMA Dove Awards
- 1996: Praise Him Live – Choral Collection of the Year
- 1997: Tribute-The Songs of Andrae Crouch – Special Event Album of the Year
- 2006: "Through the Fire"; Live at Brooklyn Tabernacle – Southern Gospel Recorded Song of the Year